# Agentur des Rauhen Hauses

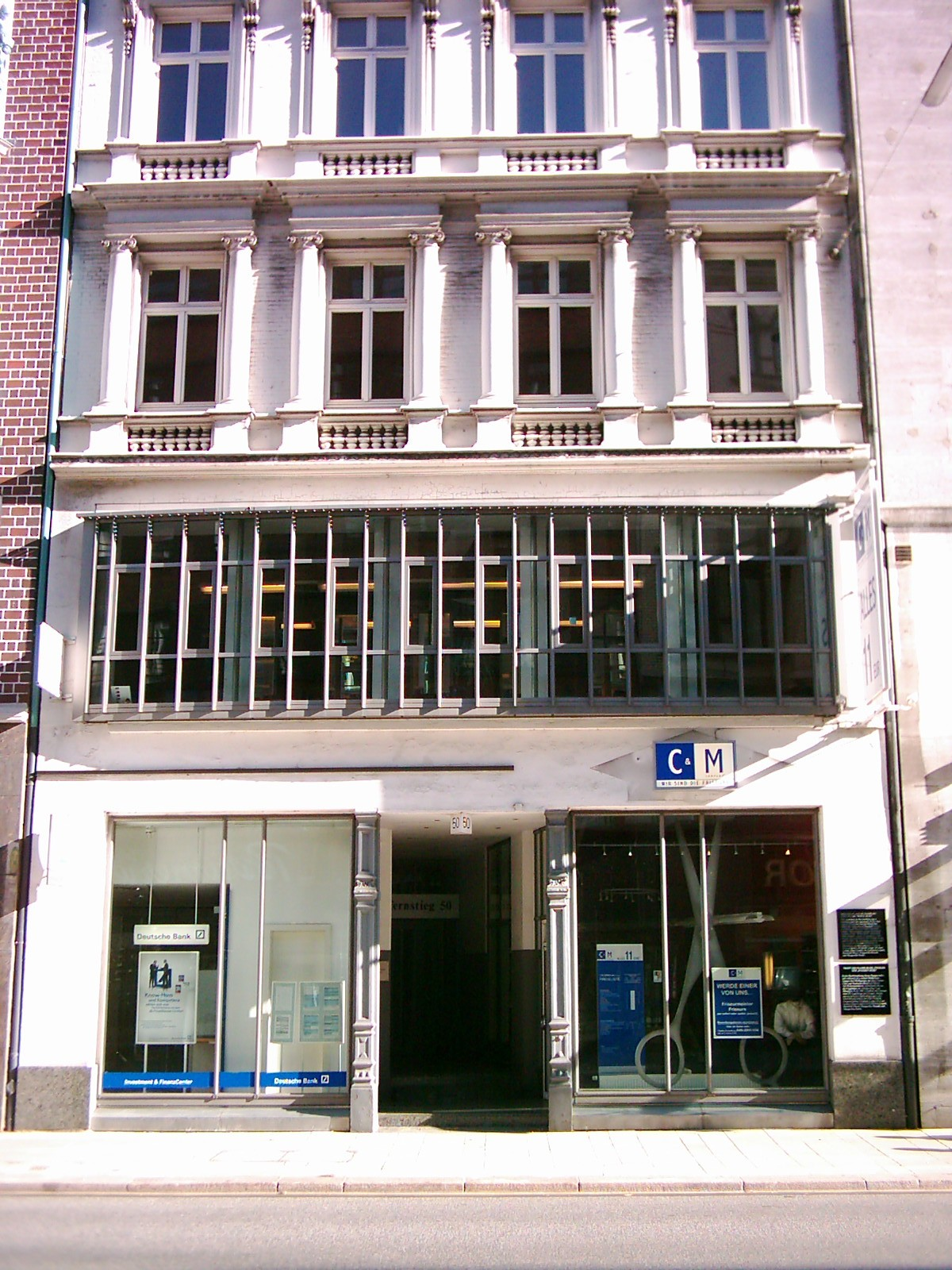
Jungfernstieg 50, von 1926 bis 1998 Standort der Agentur des Rauhen Hauses

Die Agentur des Rauhen Hauses ist die Bezeichnung für den Verlag und die ehemalige Buchhandlung des Rauhen Hauses in Hamburg, die beide um 1844 gegründet wurden.
Der Verlag besteht bis heute unter der Bezeichnung Agentur des Rauhen Hauses Hamburg GmbH weiter und verlegt überwiegend christliche und überkonfessionelle Literatur sowie Materialien für die Gemeindearbeit. Zudem besteht die Reise- und Versandbuchhandlung als Tochtergesellschaft des Verlages, die die Verlagsprodukte und andere Bücher und Materialien aus den genannten Bereichen bundesweit vertreibt. Die Erträge beider Gesellschaften fließen in die diakonische Arbeit der Stiftung des Rauhen Hauses.
Die Hamburger Buchhandlung Agentur des Rauhen Hauses wurde 1960 in Buchhandlung am Jungfernstieg Anneliese Tuchel umbenannt und existierte bis 1998. Historische Bedeutung hat sie dadurch erlangt, dass sie sich während des Nationalsozialismus als Treffpunkt von oppositionell eingestellten Studenten und Intellektuellen entwickelte und der später so genannten Weißen Rose Hamburg als zentrale Anlaufstelle diente.

## Gründung und Entwicklung
Als das Rauhe Haus 1833 im heutigen Stadtteil Hamburg-Horn gegründet wurde, war dies ein Dorf der Landherrenschaft der Geestlande, gut sieben Kilometer von der damaligen Stadtgrenze Hamburgs entfernt. Um die Warenbestellungen und Produktauslieferungen besser vermitteln zu können, richtete sein Begründer Johann Hinrich Wichern 1841 in der Hamburger Altstadt (am Hahntrapp) die Agentur des Rauhen Hauses als Botenstelle ein. Ab 1842 entstand zudem eine Druckerei. 1844 gründete Wichern eine Verlagshandlung und eine Buchhandlung, letztere wurde in der Botenstelle etabliert und übernahm den Namen Agentur des Rauhen Hauses. Das Programm umfasste zunächst ausschließlich Bibeln und christliche Druckschriften.
Auch mit dem Verlag, dessen Werke in der Druckerei entstanden, verfolgte Wichern das Ziel über christliche Werte zu informieren. Neben einzelnen belletristischen Werken wurden überwiegend Schriften zum Zweck der Inneren Mission herausgegeben, wie auch die von Wichern seit 1844 redigierten „Fliegenden Blätter“ als Organ des Rauhen Hauses.
1903 übernahm Johannes Paul Meyer die Leitung der Buchhandlung. Er baute zum einen die kleine Filiale zur größten evangelischen Buchhandlung Norddeutschlands aus und erweiterte zum anderen das Sortiment um kulturgeschichtliche, literarische und künstlerische Werke. 1926 bezog die Agentur des Rauhen Hauses einen Laden am Jungfernstieg, in dem sie bis 1998 existierte.

## Weiße Rose Hamburg
Ab etwa 1940 organisierte Johannes P. Meyer, zusammen mit dem Hamburger Architekten Bernhard Hopp und dem Redakteur Hugo Sieker, Kunstausstellungen in den Ladenräumen, so wurden Werke von Malern wie Hans Hermann Hagedorn und Hans Reiche vorgestellt, deren Bilder im nationalsozialistischen Deutschland nicht konform waren. Im Sommer 1942 konnte Friedrich Karl Gotsch, ein Schüler Oskar Kokoschkas, hier ausstellen. Die Buchhandlung, insbesondere unter der Leitung von Reinhold Meyer, dem Sohn von Johannes P. Meyer, entwickelte sich in dieser Zeit zu einer Anlaufstelle für Hamburger Studenten und Intellektuelle, die dem NS-Regime kritisch gegenüberstanden. Reinhold Meyer studierte ab 1940 Germanistik an der Philosophischen Fakultät der Universität Hamburg. Von 1940 bis 1942 machte er zudem eine Ausbildung als Buchhandlungsgehilfe und wurde nach der Gehilfenprüfung noch im gleichen Jahr zum Juniorchef des väterlichen Unternehmens.
Nach den Luftangriffen auf Hamburg im Juli 1943 konzentrierten sich die Treffen von verschiedenen Widerstandskreisen der Weißen Rose Hamburg im Keller der Buchhandlung, zu deren Kern neben Reinhold Meyer die Studenten Heinz Kucharski, Margaretha Rothe, Albert Suhr, Karl Ludwig Schneider und die Buchhändlerin Hannelore Willbrandt gehörten.

„Die Abende in der Agentur des Rauhen Hauses hatten schon fast den Charakter einer sich organisierenden Gemeinschaft. Man traf sich hier im größeren Kreise, laufend kamen neue, ebenfalls oppositionell gestimmte Menschen hinzu und beinahe systematisch wurden hier auf hohem Niveau alle uns junge Menschen bewegende Fragen diskutiert.“

Die Themen waren zunächst moderne Malerei, Musik und Literatur, insbesondere die Werke der sogenannten „entarteten Kunst“, die Beteiligten traten für die Freiheit der Meinung, der Presse, der Forschung und der Lehre sowie der Kunst und Kultur ein. Die über Hans Leipelt aus München nach Hamburg gelangten Flugblätter der Weißen Rose trieben die Diskussionen um die Möglichkeiten eines aktiven Widerstands voran.

„Vor allem aber muß erwähnt werden, daß die Erschütterung über die Münchener Ereignisse (…), die oppositionelle Erregung eines Teils der Hamburger Studentenschaft ungeheuer steigerte und unseren Kreis zur Aktion drängte.“

Neben den Widerstandsgruppen fanden viele Künstler in der Agentur des Rauhen Hauses ein „Refugium ihrer inneren Emigration“, wie die Maler Apelles Sobeczko und Adolf Wriggers, der Schauspieler Wolf Beneckendorff, der Musiker Olaf Hudtwalcker und der Schriftsteller Egon Vietta.

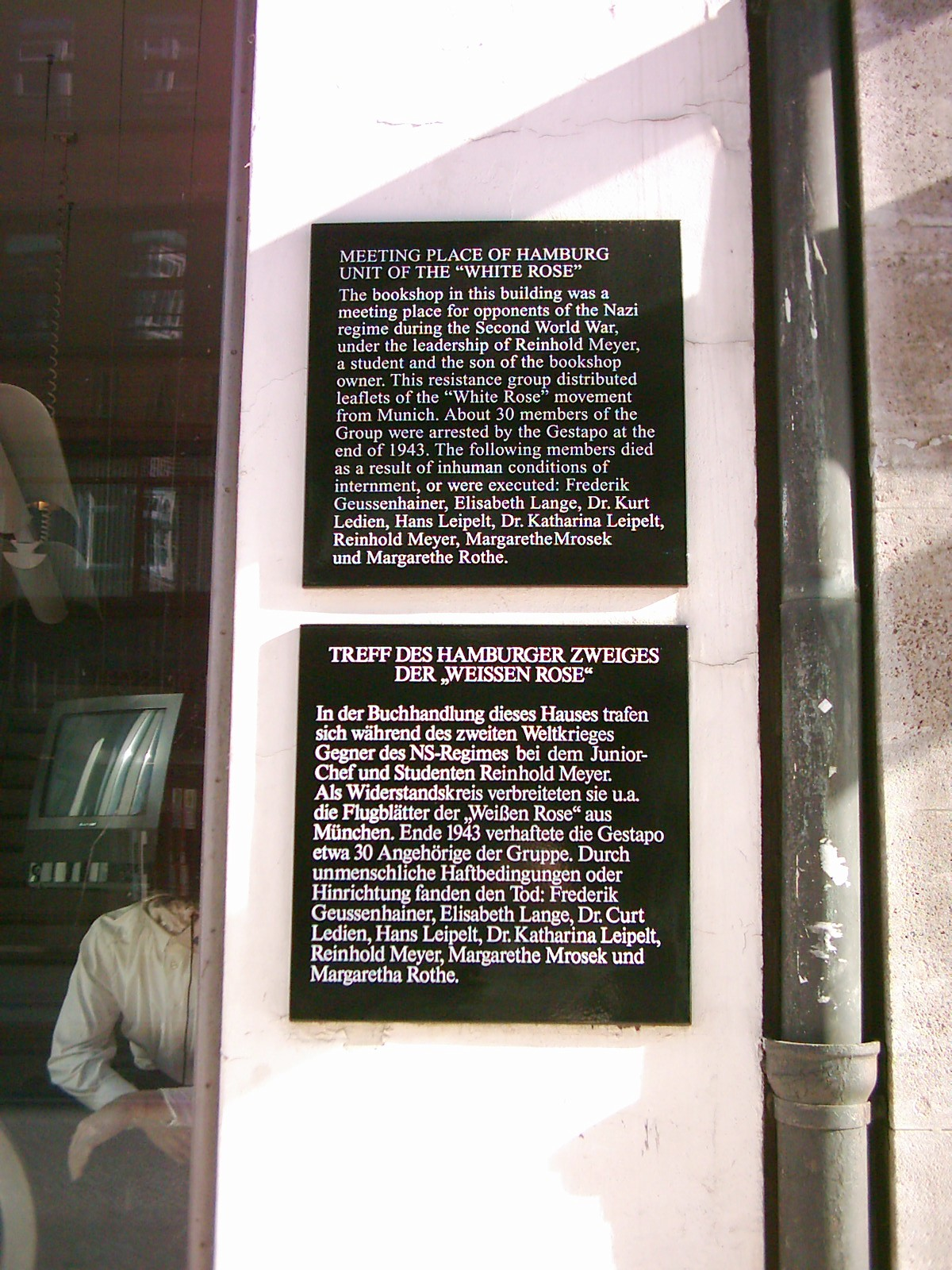
Gedenktafel für die Weiße Rose Hamburg an der Fassade des Hauses Jungfernstieg 50

Nach der Einschleusung des Gestapo-Agenten Maurice Sachs setzte eine Verhaftungswelle gegen die Gruppe ein, von der insgesamt 30 Personen betroffen waren. Reinhold Meyer wurde am 19. Dezember 1943 unter der Beschuldigung, sich an einem „hochverräterischen Unternehmen“ beteiligt zu haben, festgenommen. Bis Anfang Juni 1944 saß er im Polizeigefängnis Fuhlsbüttel in Einzelhaft, dann wurde er als Polizeihäftling für mehrere Wochen in das KZ Neuengamme überstellt. Nach seiner Rücküberweisung nach Fuhlsbüttel starb er dort am 12. November 1944, nach offiziellen Verlautbarungen an Diphtherie. Die Familie bezweifelte die Darstellung, Mitgefangene berichteten, Reinhold Meyer sei nach einem Verhör in seiner Zelle gestorben.

## Nachkriegsgeschichte
Nach dem Tod von Johannes P. Meyer im Jahr 1950, übernahm seine Tochter Anneliese Tuchel das Geschäft, das ab 1960 unter dem Namen Buchhandlung am Jungfernstieg Anneliese Tuchel firmierte. Sie starb im Jahr 2000 im Alter von 73 Jahren. Bis 1998 hatte sie die Buchhandlung geführt und wurde in ihren späten Jahren mit dem Namen „Eiserne Lady des Buchhandels“ bedacht.
Eine Gedenktafel an der Fassade des Hauses Jungfernstieg 50 erinnert seit 1984 an den Widerstandskreis der Weißen Rose Hamburg.
Der Verlag besteht bis heute. Zum Grundstock des Programms gehören weiterhin evangelische und christliche Bücher, Bildbände, Karten und andere Schriften, als auch Arbeitshilfen für Pfarrämter und Kirchengemeinden und überkonfessionelle Literatur. 1971 wurde die Reise- und Versandbuchhandlung des Rauhen Hauses Hamburg GmbH (r+v) als Tochter gegründet, dessen Programm neben den Verlagsprodukten ein ähnliches Sortiment umfasst.